# Marae

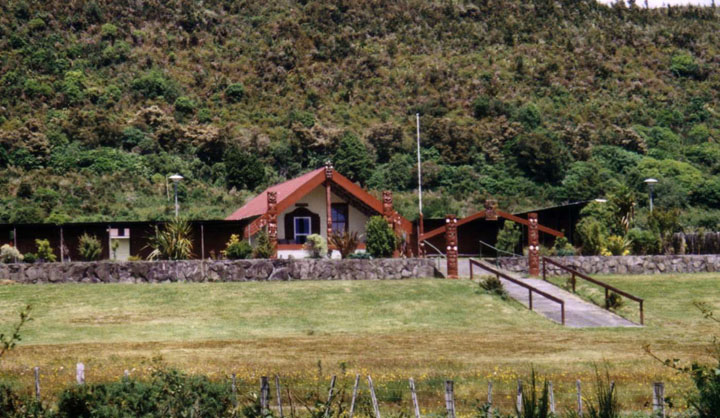
Een marae nabij Mount Tongariro, met Wharenui (midden)

Marae is een Maori woord dat nu ook in het Engels van Nieuw-Zeeland wordt gebruikt om een stuk land aan te duiden waar de Wharenui of het ontmoetingshuis (letterlijk groot huis) staat. Net als vrijwel alle Maori woorden blijft het onveranderd in het meervoud.
De ruimte voor de Wharenui wordt gebruikt voor ceremonies en toespraken. Het gebouw zelf wordt gebruikt voor langere vergaderingen, maaltijden, overnachtingen en verschillende culturele activiteiten.
Veel stammen (iwi), substammen en veel kleine nederzettingen hebben hun eigen marae. Sinds de tweede helft van de 20e eeuw hebben Maori's in de stedelijke gebieden marae opgezet die gebruikt konden worden door verschillende stammen, zoals de Maraeroa in Oost-Porirua. Voor veel Maori is de marae net zo belangrijk als hun eigen huis.